# RIK SAT
RIK Sat es un canal de televisión público internacional de Chipre, perteneciente a RIK. Emite vía satélite a través de las plataformas NOVA y NOVA Chipre. También se encuentra disponible en plataformas de cable. Emite contenidos de RIK1 y RIK2.

## Historia
El canal inició emisiones como Cyprus SAT en 1990. Desde entonces, Grecia, en base a un acuerdo interestatal desde 1990, tiene la obligación de retransmitir RIK Sat en una red terrestre, obligación que ERT lleva a cabo.En 2000, el canal adoptó su denominación actual.
En 2010, las emisiones de RIK Sat se limitaron a Europa y Medio Oriente, regiones donde el canal podía recibirse a través de los satélites Hot Bird (13° Este) y Hellas Sat (39° Este).
Actualmente, RIK Sat está disponible en EE.UU, Canadá y Australia a través de las plataformas Titan Television en Nueva York, Bell Fibe TV en Montreal y Ellas TV en Chicago y Melbourne.